# 小熊維尼：血與蜜
《小熊維尼：血與蜜》（英語：Winnie-the-Pooh: Blood and Honey）是一部2023年英國獨立恐怖電影，由瑞斯·弗雷克-沃特菲爾德自編自導。電影是「崩壞童年宇宙」第一部電影作品，題材取自A·A·米恩和E·H·雪波德的1926年兒童讀物《小熊維尼》；當小熊維尼一角版權進入公有領域後（不包含迪士尼於1961年推出的動畫形象），弗雷克-沃特菲爾德藉此創作了將該角恐怖化的電影。劇情講述當小熊維尼和小豬被上大學的克里斯多福·羅賓拋棄後開始為了人肉展開殺戮。
《小熊維尼：血與蜜》2023年2月15日在英國院線上映；原計劃在全國範圍內放映一晚，但片方考慮到受歡迎程度，後來擴大到全球院線發行。電影原定2023年3月23日在香港及澳門上映，後突然宣佈停止上映。電影遭受影評界的一面倒抨擊，從編劇、角色刻畫、節奏、製作等普遍受到詬病，在第44屆金酸莓獎上入圍五獎項，並全數獲獎。續集為2024年推出的《小熊維尼2：噬血維尼》。

## 演員
- 尼古萊·利昂（Nikolai Leon）飾演克里斯多福·羅賓（英语：Christopher Robin）
- 克雷格·大衛·道塞特（Craig David Dowsett）飾演維尼[8]
- 克里斯·科德爾（Chris Cordell）飾演小豬（英语：Piglet (Winnie-the-Pooh)）[8]
- 瑪麗亞·泰勒（Maria Taylor）飾演瑪麗亞（Maria）
- 娜塔莎·托西尼（Natasha Tosini）飾演勞拉（Lara）
- 安柏·多伊格-索恩（Amber Doig-Thorne）飾演艾莉絲（Alice）
- 丹妮爾·羅納德（Danielle Ronald）飾演柔依（Zoe）
- 梅·凱利（May Kelly）飾演蒂娜（Tina）
- 寶拉·科茲（Paula Coiz）飾演瑪莉（Mary）
- 娜塔莎·蘿絲·米斯（Natasha Rose Mills）飾演潔西（Jess）

## 製作

### 發展
《小熊維尼：血與蜜》為A·A·米恩和E·H·雪波德1926年兒童讀物《小熊維尼》的恐怖改編版，消息於2022年5月26日首度對外公開。自1996年以來，《小熊維尼》的所有角色版權一直歸华特迪士尼公司所有，而在1977年電影《小熊维尼历险记》中創作了屬迪士尼版本的形象；《小熊維尼》直到2022年1月進入公有領域。此後，編導瑞斯·弗雷克-沃特菲爾德隨即於同年開始製作《小熊維尼：血與蜜》。

弗雷克-沃特菲爾德在接受《綜藝》採訪時表示，電影劇情關於克里斯多福·羅賓上了大學並拋棄了小熊維尼及小豬，導致後者便成了殺人狂：
克里斯多福·羅賓被迫與他們分開，也沒給予食物，這讓維尼和小豬的生活變得非常艱難……他們不得不自謀生路而完全野化，回歸身為動物的本性。他們不再溫順：就像兇猛的熊和豬，四處走動以尋找獵物。
導演還透露，小熊維尼和小豬在電影事件之前就因飢餓而殺了跳跳虎並活生生吃掉了屹耳；屹耳的墓碑也出現於片中。

### 拍攝
電影在英國拍攝，為期十天。鋸齒邊緣製片（Jagged Edge Productions）與ITN工作室（ITN Studios）合作製作，ITN工作室也負責發行。為了避免版權問題，弗雷克-沃特菲爾德小心翼翼地避開了小熊維尼的紅襯衫，以及迪士尼版本形象中可能造成侵權的任何其他元素。

## 香港放映
依香港電影分級制度本片屬於第III級，只允許18歲以上人士收看。
電影原定2023年3月23日在香港上映，後突然宣佈停止上映。香港影迷專頁「電影療傷誌」原訂3月21日包場放映，但是臨時宣佈「基於技術原因」放映會「被取消」。該專頁原在帖文表示，「相信大家都明白身於現今的香港，的確有很多事情是不可抗力的」，「痛心是除了再次見證有其他原因凌駕於電影之上」，但是及後刪走前述語句。臨時下架招致審查的質疑，電檢處稱已向此片申請人發出核准證明書。有報道認為電影取消公映涉及政治原因，因小熊維尼的形象與中共中央總書記習近平的網絡迷因有關。

## 評價
電影發行後獲得普遍壓倒性的負面評價，根据評論匯總网站爛番茄汇总的58篇评论文章，3%的评论家给予该作正面评价，平均打分为2.2分（满分10分），網站影評家共識僅寫道：「喔，真煩人」，觀眾好評度50%，平均分數3.1/5，Metacritic則根據12條評論，打出17分的加權平均分數（滿分100分）。
本片在2023年4月被爛番茄列入該站整理的「有史以來最糟糕的100部電影」排行榜，在該榜單位居第68名。在知名影視網站IMDb上，本片根據超過1,9000則觀眾評論，獲得2.9/10的平均分數。

## 外部連結
- 互联网电影数据库（IMDb）上《小熊維尼：血與蜜》的资料（英文）